# Македонці в Німеччині
Згідно з переписом 2006 року, 62 295 громадян Північної Македонії проживають у Німеччині, незалежно від їхньої етнічної приналежності.  Вони проживають в основному в Баварії, Берліні, Ганновері та Штутгарті .

## Організація та релігія

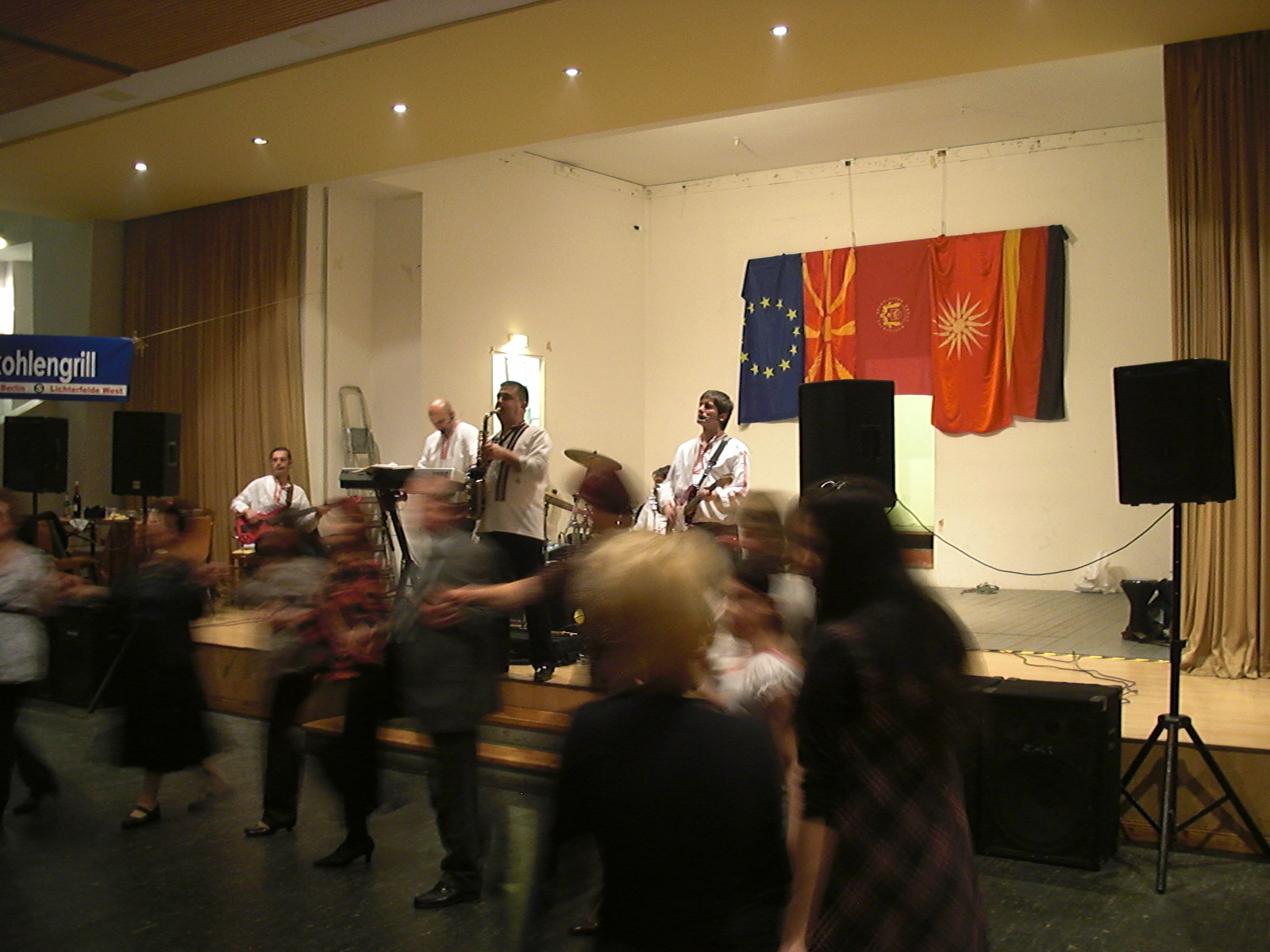
Македонська культурна подія в Берліні

- MPCO-" Св.Климент Охридський " з Берліна
- MPCO-" Sveti Spas " з Laatzen / Ганновер
- MPCO-" Sv. Atanasie " з Нюрнберга
- MPCO-" Св.Микола " з Інгольштадта
- MPCO-" Св.Кирил і Методій " зі Штутгарта
- MPCO-" Sv.Troica " з Мюнхена
- MPCO-" Sv.Dimitrija " з Aalen
- MPCO-" Святий Кирил і Методій " з Дортмунда

MPCO підтримує Македонську православну церкву, традиційний македонський фольклор і звичаї батьківщини. Вони також сприяти утриманню македонської спадщини, мови та традицій у Німеччині . 
Інші групи християнських меншин у македонській німецькій громаді включають греко-католиків, східних католиків, кількох уніатів і деяких протестантів . Невелика кількість македонців є мусульманами, які можуть приєднатись, а можуть і відмовитись від всіх аспектів ісламу, і набагато більше може бути нерелігійним/нерелігійним та агностиком/секулярним.

## Спорт
У Німеччині є декілька македонських спортивних клубів. Найвідоміший, напевно, ФК Македонія 1970 з Берліна

## Відомі македонці з Німеччини
- Ігор Кіров - танцюрист і хореограф з Франкфурта-на-Майні
- Александар Кондінський - Заслужений діяч науки і техніки Фонду Олександра фон Гумбольдта, який зараз є філією Кембриджського університету ( Кембридж )
- Ока Ніколов - Футболіст
- Олександр Вельянов - співак, автор пісень

## Дивіться також
- Відносини Німеччини та Північної Македонії
- Македонська діаспора
- Імміграція до Німеччини

## Зовнішні посилання
- Веб-сайт німецько-македонського товариства
- Веб-сайт ФК Македонія 1970 Берлін
- Почесне консульство Македонії в Німеччині
- Македонська православна церква в Європі

Шаблон:Macedonian Diaspora
Шаблон:Macedonian diaspora organisations